# 新幹線戰士 Change the World
- 關於新幹線戰士系列其他動畫作品，請見「新幹線戰士”和“新幹線戰士Z」。

《新幹線戰士 Change the World》
是JR東日本規劃、小學館集英社製作和多美三家公司的合作策劃新幹線戰士系列的第三部電視動畫作品，於2024年4月7日起在東京電視網播出。港澳於2024年7月6日起在翡翠台播出；台灣則於2024年9月22日起每周日在東森幼幼台播出。

## 故事大綱
過去突然出現的身分不明的敵人「Unknown」。「超進化鐵道開發機構」為了應付這個威脅，開發出可變形成新幹線的機器人「新幹線戰士」作為對抗手段。

## 用語
超進化鐵道開發機構
本作中開發新幹線戰士的組織，通稱「超鐵機」。
超鐵機支援車

超進化鐵道開發機構以鐵道相關工作車輛為原型而製造出，用以支援新幹線戰士的特殊車輛。可與新幹線戰士進行「支援合體」。
支援運輸機
用於載運超鐵機支援車至戰場的大型四軸旋翼機，平時停放於大宮綜合車輛中心地下。
適性值
駕駛新幹線戰士必須具備的數值，會根據駕駛員的精神狀態產生變化。
捕捉牆
將Unknown從現實世界隔離，避免其對一般民眾造成傷害的空間。其內部地面由無數「六角氣缸」組成，可藉由指揮員的操作升降以改變地貌為新幹線戰士提供優勢。
Unknown
本作主要反派組織，約20年前開始出現在世上、卻又於10年前突然消失的神秘敵對勢力，其身分及目的皆不明。
進開學園
於大宮、名古屋、小倉等全國各地設立分校的一所私立中高一貫校，設有中等部及高等部。太晴、茜、良太、舞等人皆為其中等部的學生。
元宇宙
可以自由建造的虛擬空間。可藉由戴上名為「沉浸式眼罩」的虛擬實境眼鏡進入。新幹線戰士的模擬訓練皆於元宇宙進行，而進開學園也為居住於偏鄉、通學不便的學生提供元宇宙授課。

## 電視動畫

### 製作團隊
- 監督 - 駒屋健一郎[9]
- 劇本統籌 - 梅原英司（日语：梅原英司）[9]
- 副劇本統籌 - 石橋大助（日语：石橋大助）[9]
- 人物設定 - 朝香栞、森田二惟奈[9]
- 機械設定 - 桐敷晃[9]
- 音響監督 - 三間雅文[9]
- 音樂 - 菅野祐悟[9]
- 動畫制作：SIGNAL.MD、Production I.G[9]
- CG動畫制作 - SMDE[9]
- 制作 - 小學館集英社製作[9]

### 主題曲
片頭曲
閃光ハヤブサ（第2話－第39話）
作詞、作曲、主唱：GRe4N BOYZ
編曲：GRe4N BOYZ / nishi-ken
第1話用作片尾曲；第8、18、38話用作插入曲。
片尾曲
（第2話－特別編1）
主唱：Meiyo
編曲：三好啓太
（第14話－特別編3）
主唱：THE ALFEE
作詞、作曲：高見澤俊彥
編曲：高見澤俊彥、本田優一郎
特別編2用作插入曲。
（第28話－第39話）
主唱：山本彩
作詞、作曲：山本彩
編曲：江口亮

### 各話列表
| 話數    | 日文標題   | 香港標題           | 台灣標題        | 劇本         | 分鏡                | 演出                | 作畫監督 | 總作畫監督                     | 日本 播放日期 | 香港 播放日期 | 台灣 播放日期  |
| ------- | ---------- | ------------------ | --------------- | ------------ | ------------------- | ------------------- | --- | ------------------------------ | ------------- | ------------- | -------------- |
| 第1話   |            | 改變世界           | 變革世代        | 梅原英司     | 雙葉廣              | 三橋和彌            | 川口弘明、 青木久美子 | 朝香栞、 森田二惟奈            | 2024年 4月7日 | 2024年 7月6日 | 2024年 9月22日 |
| 第2話   |            | 駕駛員大成太晴     | 駕駛員 大成大誠 | 梅原英司     | 柘植孝              | 松井郁洋            | 藤彩七、 遠藤里蘭、 齋花、 | 朝香栞、 森田二惟奈            | 4月14日       | 7月13日       | 9月29日        |
| 第3話   |            | 適性值不足         | 不足的適合値    | 石橋大助     | 鈴木拓磨            | 林映辰              | 、 西本真吾、 金炅垠、 狄飛廉 | 朝香栞、 森田二惟奈            | 4月21日       | 7月20日       | 10月6日        |
| 第4話   |            | 良太的真心話       | 良太的真心話    | 石橋大助     | 吉川博明            | 三橋和彌            | 、 山口菜、 吉村萌 | 朝香栞、 森田二惟奈            | 4月28日       | 8月17日       | 10月13日       |
| 第5話   |            | 阿茜的煩惱         | 茜的憂鬱        | 市川十億衛門 | 三橋和彌、 雙葉廣   | 松井郁洋            | 藤彩七、 遠藤里蘭、 曉·火鳥動畫制作集團 徐學文、 徐學武                                                                                              | 朝香栞、 森田二惟奈            | 5月5日        | 8月24日       | 10月20日       |
| 第6話   |            | 開始奔馳的命運     | 開始奔馳的命運  | 市川十億衛門 | 柘植孝              | 矢島龍              | 、 西本真吾、 金炅垠、 狄飛廉、 GIL | 朝香栞、 森田二惟奈            | 5月12日       | 8月31日       | 10月27日       |
| 第7話   |            | 天才駕駛員         | 天才駕駛員      | 山下憲一     | 吉川博明            | 三橋和彌            | 、 山口菜、 吉村萌、 應谷瑞穗 | 朝香栞、 森田二惟奈            | 5月19日       | 9月7日        | 11月3日        |
| 第8話   |            | 朋友的形式         | 朋友的形式      | 窪山阿佐子   | 吉川博明            | 上田茂              | 川口弘明、 青木久美子 | 朝香栞、 森田二惟奈            | 5月26日       | 9月21日       | 11月10日       |
| 第9話   |            | 他的真面目         | 他的真面目      | 梅原英司     | 雙葉廣、 三橋和彌   | 尾形光洋            | 矢田起也、 清水椋大、 藤彩七、 遠藤里蘭 | 朝香栞、 森田二惟奈            | 6月2日        | 9月28日       | 11月17日       |
| 第10話  |            | 真正的自己         | 真正的自己      | 西中千晶     | 柘植孝              | 松井郁洋            | 刘晓宇、 SY、 Rlichi、 马家萌、 刘晓萱、 Harleen.Z                                                                                                   | 朝香栞、 森田二惟奈            | 6月9日        | 10月5日       | 11月24日       |
| 第11話  |            | 姐姐的幻影         | 姊姊的幻影      | 石橋大助     | 大槻敦史            | 上田茂              | 清水椋大、 矢田起也、 藤彩七、 遠藤里蘭 | 朝香栞、 森田二惟奈            | 6月16日       | 10月12日      | 12月1日        |
| 第12話  |            | 重逢               | 重逢            | 市川十億衛門 | 柘植孝              | 洪佩妮              | 森友絵、 Bak、 Kkbattery、 Lenore | 朝香栞、 森田二惟奈            | 6月23日       | 10月19日      | 12月8日        |
| 第13話  |            | 帥氣的人           | 帥氣的人        | 梅原英司     | 雙葉廣              | 國本一穗            | 曉·火鳥動畫制作集團 葉雲、 劉波 | 朝香栞、 森田二惟奈            | 6月30日       | 10月26日      | 12月15日       |
| 特別編1 |            | -                  | -               | 梅原英司     | 須藤典彥            | 坂本裕樹            | SIGNAL.MD 談凱琪、 | 朝香栞、 森田二惟奈            | 7月7日        | 未播出        | 未播出         |
| 第14話  |            | 預兆               | 預兆            | 石橋大助     | 小林一三            | 上田茂              | 青木久美子、 川口弘明 | 朝香栞、 森田二惟奈            | 7月14日       | 11月2日       | 12月22日       |
| 第15話  |            | 展翅飛翔           | 雙翼展翅高飛    | 西中千晶     | 柘植孝              | 貞光紳也            | 曉·火鳥動畫制作集團 徐學文、 覃國慶、 徐學武 | 朝香栞、 森田二惟奈            | 7月21日       | 11月9日       | 12月29日       |
| 第16話  |            | 不齊心的三人       | 三人不一致      | 山下憲一     | 大槻敦史            | 松井郁洋            | STUDIO MASSKET | 朝香栞、 森田二惟奈            | 7月28日       | 11月16日      | 2025年1月5日   |
| 第17話  |            | 膽小的我們         | 膽小的我們      | 窪山阿佐子   | 小林一三            | 雄谷將仁            | Triple A、 無錫市櫻花卡通有限公司、 拾月動畫、 但伊楊                                                                                                | 朝香栞、 森田二惟奈            | 8月4日        | 11月23日      | 1月12日        |
| 第18話  |            | 作戰的理由         | 戰鬥的理由      | 市川十億衛門 | 小林一三            | 尾形光洋            | 、 吉村萌、 應谷瑞穗 | 朝香栞、 森田二惟奈            | 8月11日       | 11月30日      | 1月19日        |
| 特別編2 |            | -                  | -               | -            | 矢野達也、 國母菜央 | -                   | - | -                              | 8月18日       | 未播出        | 未播出         |
| 第19話  |            | 新朋友             | 新的相遇        | 石橋大助     | 須藤典彥            | 貞光紳也            | 徐小山、 無錫市櫻花卡通有限公司 趙小川、徐超、陳玲玲、蒋海華、 圖靈動漫製作有限公司 魏丽娟、左东秀、李鑫源、 拾月動畫                                | 朝香栞、 森田二惟奈            | 8月25日       | 12月7日       | 1月26日        |
| 第20話  |            | 大海的駕駛員       | 海上駕駛員      | 山下憲一     | 小林一三            | 上田茂              | 川口弘明、 森田二惟奈、 、 福地祐香 | 朝香栞、 森田二惟奈            | 9月1日        | 12月14日      | 2月2日         |
| 第21話  |            | 新幹線戰士出大海   | 新幹線前進大海  | 山下憲一     | 小林一三            | 松井郁洋            | 曉·火鳥動畫制作集團 葉雲、 周敦桃、 張金浩、 文周 | 朝香栞、 森田二惟奈            | 9月8日        | 12月21日      | 2月9日         |
| 第22話  |            |                    |                 | 西中千晶     | 小林一三            | 貞光紳也            | 矢田起也、 清水椋大、 藤彩七、 、 遠藤里蘭 | 朝香栞、 森田二惟奈            | 9月15日       | 12月28日      | 2月16日        |
| 第23話  |            | 阿井與森戶         | 伊多與森戶      | 窪山阿佐子   | 須藤典彥            | 大張翼              | 森友絵、 Bak、 Kkbattery、 Lenore | 朝香栞、 森田二惟奈            | 9月22日       | 2025年1月4日  | 2月23日        |
| 第24話  |            | 人機與仁義         | 人機與仁義      | 市川十億衛門 | 大槻敦史            | 鈴木真彥            | Triple A、 拾月動畫、 圖靈動漫製作有限公司 無錫市櫻花卡通有限公司                                                                                    | 朝香栞、 森田二惟奈、 橫山麻華 | 9月29日       | 1月11日       | 3月2日         |
| 第25話  |            | 夢想或使命         | 夢想或使命      | 市川十億衛門 | 中原禮              | 貞光紳也            | Triple A 猪猪、過燦、阿菁、劉簾、参窦、徐小山、 無錫市櫻花卡通有限公司 徐超、李偉峰、趙小川、陳玲玲、蒋海華、 圖靈動漫製作有限公司 魏丽娟、 拾月動畫 | 朝香栞、 森田二惟奈            | 10月6日       | 1月18日       | 3月9日         |
| 第26話  |            |                    |                 | 梅原英司     | 小林一三            | 上田茂              | STUDIO MASSKET | 朝香栞、 森田二惟奈            | 10月13日      | 1月25日       | 3月16日        |
| 第27話  |            | 崩壞               | 崩潰            | 梅原英司     | 小林一三            | 松井郁洋            | 川口弘明、 青木久美子、 、 福地祐香 | 朝香栞、 森田二惟奈            | 10月20日      | 2月1日        | 3月23日        |
| 特別編3 |            | -                  | -               | 市川十億衛門 | -                   | -                   | - | -                              | 10月27日      | 未播出        | 未播出         |
| 第28話  |            | 森戶的想法         | 森戶的想法      | 石橋大助     | 山﨑香子            | 丹羽沙也加          | 、 吉村萌、 應谷瑞穗 | 朝香栞、 森田二惟奈            | 11月3日       | 2月8日        | 3月30日        |
| 第29話  |            | 從元宇宙獻上Al的愛 | 來自元宇宙的AI  | 石橋大助     | 須藤典彥            | 貞光紳也            | 清水椋大、 上赤由香里、 紫灯珈、 、 藤彩七、 | 朝香栞、 森田二惟奈            | 11月10日      | 2月15日       | 4月6日         |
| 第30話  |            | 燭光               | 燈火            | 窪山阿佐子   | 小林一三            | 上田茂              | 清水椋大、 上赤由香里、 、 藤彩七 | 朝香栞、 森田二惟奈            | 11月17日      | 2月22日       | 4月13日        |
| 第31話  |            | 絕望的記錄         | 絕望的記錄      | 西中千晶     | 小林一三            | 雄谷将仁、 河野創太 | 無錫市櫻花卡通有限公司 拾月動畫 大暴龙、但伊楊、、劉相信                                                                                             | 朝香栞、 森田二惟奈            | 11月24日      | 3月1日        | 4月20日        |
| 第32話  |            | 追蹤               | 追蹤            | 山下憲一     | 大原実              | 松井郁洋            | STUDIO MASSKET | 朝香栞、 森田二惟奈            | 12月1日       | 3月15日       | 4月27日        |
| 第33話  |            | 決心               | 決心            | 市川十億衛門 | 貞光紳也            | 貞光紳也            | 曉·火鳥動畫制作集團 葉雲、周敦桃、 拾月動畫 | 朝香栞、 森田二惟奈            | 12月8日       | 3月22日       | 5月4日         |
| 第34話  |            | 想守護的東西       | 想守護的事物    | 市川十億衛門 | 宮尾佳和、 橫山麻華 | 上田茂              | Triple A、 無錫市櫻花卡通有限公司 拾月動畫 大暴龙、徐小山、過灿                                                                                      | 朝香栞、 森田二惟奈            | 12月15日      | 4月5日        | 5月11日        |
| 第35話  |            | 真相               | 真相            | 梅原英司     | 大槻敦史            | 青木由芳            | 川口弘明、 青木久美子 | 朝香栞、 森田二惟奈            | 12月22日      | 4月12日       | 5月18日        |
| 特別編4 |            | -                  | -               | 市川十億衛門 | 雙葉廣              | 松井郁洋            | | 朝香栞、 森田二惟奈            | 2025年1月5日  | 未播出        | 未播出         |
| 第36話  |            | 各自各的路         | 各自的道路      | 石橋大助     | 山﨑香子            | 稲森雅、 丹羽沙也加 | WIT STUDIO 橋本七虹、宮脇直央、辻村歩 | 朝香栞、 森田二惟奈            | 1月12日       | 4月19日       | 5月25日        |
| 第37話  |            | 比娜與太晴         | 碧娜與大誠      | 山下憲一     | 大原実              | 魏煒鵬              | 森友絵、 Bak、 Kkbattery、 淺住、 年糕湯 | 朝香栞、 森田二惟奈            | 1月19日       | 4月26日       | 6月1日         |
| 第38話  |            | 將心意連結         | 延續的心意      | 窪山阿佐子   | 小林一三            | 松井郁洋            | 、 吉村萌、 應谷瑞穗 | 朝香栞、 森田二惟奈            | 1月26日       | 5月3日        | 6月8日         |
| 第39話  | [ note 2 ] | 改變世界           | 變革世代        | 梅原英司     | 上田茂、宮尾佳和    | 上田茂              | 川口弘明、 青木久美子 | 朝香栞、 森田二惟奈            | 2月2日        | 5月10日       | 6月15日        |

### 播放電視台
| 播放日期       | 播放時間                       | 播放電視台             | 播放地區                                                  | 備註                       |
| -------------- | ------------------------------ | ---------------------- | --------------------------------------------------------- | -------------------------- |
| 2024年4月7日 - | 星期日 8:30 - 9:00             | 东京电视网的六家电视台 | 北海道・关东地方・爱知县・ 大阪府・冈山县・香川县・福冈县 |                            |
| 2024年4月8日 - | 星期一 0:35 - 1:05（周日深夜） | BS东视/BS东视4K        | 日本全国                                                  | BS东视4K仍然以高清画质播出 |

### 海外地区
| 播放地區 | 播放電視台 | 播放日期                     | 播放時間     | 播放平台 | 備註 |
| -------- | ---------- | ---------------------------- | ------------ | -------- | ---- |
| 香港     | 翡翠台     | 2024年7月6日－2025年5月10日  | 星期六 17:00 | 無線電視 |      |
| 台湾     | 東森幼幼台 | 2024年9月22日－2025年6月15日 | 星期日 10:00 | 有線電視 |      |

## 出版書籍

### 小說
| 卷數 | 集英社         | 集英社                 | 集英社 |
| 卷數 | 發售日期       | ISBN                   |        |
| ---- | -------------- | ---------------------- | ------ |
| 1    | 2024年6月21日  | ISBN 978-4-08-321853-8 |        |
| 2    | 2024年10月25日 | ISBN 978-4-08-321875-0 |        |

### 漫畫

#### Dive the World
| 卷數 | 收錄話數       | 集英社        | 集英社                 | 集英社 |
| 卷數 | 收錄話數       | 發售日期      | ISBN                   |        |
| ---- | -------------- | ------------- | ---------------------- | ------ |
| 1    | 第1話－第4話   | 2024年12月4日 | ISBN 978-4-08-884289-9 |        |
| 2    | 第5話－第9話   | 2025年2月4日  | ISBN 978-4-08-884364-3 |        |
| 3    | 第10話－第14話 | 2025年6月4日  | ISBN 978-4-08-884455-8 |        |

#### 本篇
| 角川書店      | 角川書店               | 角川書店 |
| 發售日期      | ISBN                   |          |
| ------------- | ---------------------- | -------- |
| 2025年4月25日 | ISBN 978-4-04-115964-4 |          |

## 腳註
1. ↑  原文取自其英文名稱「Evolution Railway Development Agency」的縮寫「ERDA」；香港版譯名「超鐵機」則為「超進化鐵路開發機構」之簡寫。
2. ↑  與第1話相同。
3. ↑  7月28日至8月11日因直播2024年巴黎奧運、9月14日因直播「2024李寧二零二四香港公開羽毛球錦標賽 滙豐世界羽聯世界巡迴賽超級500」、3月8日因直播「2024-2025年度全港學界精英足球比賽決賽」、3月29日因直播「國泰/滙豐香港國際七人欖球賽 2025」而暫停播出。

## 外部連結
- （日語）電視動畫「新幹線戰士 Change the World」官方網站
- （日語）東京電視台官網上關於「新幹線戰士 Change the World」的介紹頁面
- （繁體中文）東森幼幼台官網上關於「新幹線變形機器人：變革世代」的介紹頁面